# Fun in Space
Fun in Space ist ein 1981 erschienenes Album von Roger Taylor. Diese LP ist das erste Solo-Album eines Mitglieds der britischen Band Queen.

## Das Album
Roger Taylor, Schlagzeuger von Queen, nahm Fun in Space in den Mountain Studios in Montreux auf, die damals der Band gehörten. Alle Songs des Albums wurden von ihm geschrieben. Er sang jeden Song und spielte sämtliche Instrumente selbst; zusätzliche Keyboards nahm David Richards, der langjährige Koproduzent von Queen, auf. Fun in Space erschien im April 1981, also vier Monate nach Queens Flash-Gordon-Soundtrack beziehungsweise unmittelbar nach ihrer ersten Lateinamerika-Tournee.
Die stilistische Bandbreite des Albums reicht von Balladen mit akustischer Gitarre (Laugh or Cry, auch Magic Is Loose), härteren, schnellen Rock-Songs (beispielsweise Let’s Get Crazy) und New-Wave-Anspielungen bis hin zu ausgedehnten, von Synthesizer und Schlagzeug dominierten Stücken (wie dem abschließenden Titelsong).
Die Vorderseite des Covers zeigt einen Alien, der eine Zeitschrift liest, auf der Roger Taylor am Cover abgebildet ist. Auf der Rückseite des Albums sind die Rollen vertauscht: Hier liest Taylor eine Ausgabe der Horror-Comics-Zeitschrift Creepy, deren Titelblatt wiederum das außerirdische Wesen zeigt. Das Design des Album-Covers entwarf Hipgnosis, eine Designergruppe, die vor allem in den 1970er Jahren zahlreiche Plattenhüllen beispielsweise von Pink Floyd gestaltet hatte. Die Fotos stammen u. a. vom Musiker und Fotograf Peter Christopherson. Das Modell des Aliens hatte Tim Staffell angefertigt, der wie Taylor ehemals Mitglied der Queen-Vorgängerband Smile war.
Taylors abschließende Worte in seinem kurzen begleitenden Kommentar auf dem Album – „P.P.S. 157 synthesizers.“ – sind eine Anspielung auf Queens „no synthesizers“-Credo in den 1970er Jahren und die im Gegensatz dazu stehende wesentliche Rolle des Instruments auf diesem Album.
Die beiden Songs Laugh or Cry und Let’s Get Crazy wurden 1988 im Rahmen von Taylors erster Tournee mit seiner Band The Cross auch live gespielt. Ende der 1990er Jahre diente der vom Band kommende Track Interlude in Constantinople als Konzert-Intro bei Taylors Electric-Fire-Tour.
1996 kam das Album Fun in Space – digital remastert – als CD heraus.
Das Album wurde von Roger Taylor produziert, geschrieben und arrangiert. Toningenieur war David Richards. Als zusätzlicher Tontechniker war André Jauchet an der Aufnahme des Songs Airheads beteiligt.

## Titelliste
| Seite | Track | Songtitel                   | Autor  | Länge |
| ----- | ----- | --------------------------- | ------ | ----- |
| 1     | 1     | No Violins                  | Taylor | 4:33  |
| 1     | 2     | Laugh or Cry                | Taylor | 3:06  |
| 1     | 3     | Future Management           | Taylor | 3:03  |
| 1     | 4     | Let’s Get Crazy             | Taylor | 3:40  |
| 1     | 5     | My Country I & II           | Taylor | 6:48  |
| 2     | 6     | Good Times Are Now          | Taylor | 3:28  |
| 2     | 7     | Magic Is Loose              | Taylor | 3:30  |
| 2     | 8     | Interlude in Constantinople | Taylor | 2:04  |
| 2     | 9     | Airheads                    | Taylor | 3:38  |
| 2     | 10    | Fun in Space                | Taylor | 6:22  |

## Rezeption in den Medien
Future Management (Single):
Sounds (Großbritannien), 1981: „It’s a reggaeish song which is bearable enough. A laudable attempt to step out of the shadow of the toothy one.“
NME (Großbritannien), 1981: „Roger does a Rundgren and plays everything apart from Scrabble. A plodding regatta de blanc that drags rather than just lays back.“
Fun in Space (Album):
Record Mirror (Großbritannien), 1981: „This is Son of Flash Gordon, it has similar comic book style characteristics. Listening to this is the most fun you’ll have apart from playing Space Invaders.“
Melody Maker (Großbritannien), 1981: „Revelling in bombastic arrogance, so redolent of Queen. A rich man’s self-indulgence run riot over two sides of an album.“
All Music Guide (USA), von Geoff Orens: „Queen drummer Roger Taylor’s first solo album is a fairly strong set of up-tempo rockers and well-written ballads featuring Taylor’s rough voice and effective croon. [...] more guitar-based and less bombastic than the work of his cohorts in that band. That’s not to say Taylor doesn’t get over-dramatic. On ‘Future Management’ and ‘Magic Is Loose,’ Taylor’s vocals are quite over the top. However, ‘No Violins’ and ‘Let’s Get Crazy’ balance things out with some fairly straightforward rock numbers that show the influence of 1950s rock & roll. Surprisingly, Taylor [...] shows himself quite adept at writing slower pieces on the lovely ‘Laugh or Cry.’ The interesting sci-fi ballad ‘Fun Is Space’ is a striking and beautiful mix of classic rock and futuristic keyboard backdrops. The true highlight of the album though is the marvelous ‘My Country Parts 1 & 2.’ A powerful anthem of disillusionment with politics and war, the middle of the song picks up in intensity with some fine drumming from Taylor.“
My Country (Single):
Melody Maker (Großbritannien), 1981: „Queen aren’t my favourite band, but there is no doubting their drummer’s multi-instrumental and vocal prowess. A worthy bit of barrier breaking, but hardly top 40 material.“

## Chartplatzierungen
Fun in Space ist Taylors in den Charts erfolgreichstes Solo-Album. In den britischen Charts erreichte es Platz 18; in Deutschland kam es auf Rang 42. Die erste Single-Auskoppelung Future Management belegte Platz 49 der britischen Charts. Als zweite Single in Großbritannien erschien eine stark gekürzte (3:40 Minuten lange) Fassung von My Country, welche nicht in die Charts gelangte.
|        |                   | Großbritannien | Niederlande | Deutschland | USA  |
| ------ | ----------------- | -------------- | ----------- | ----------- | ---- |
| Album  | Fun in Space      | 18             | 24          | 42          | 121  |
| Single | Future Management | 49             | –           | –           | n.v. |